# Arthur Winternitz
Arthur Winternitz (16. června 1893, Oxford, Velká Británie – 9. července 1961, Scuol, Švýcarsko) byl britský matematik zabývající se geometrií.

## Život
Arthur Winternitz byl syn indologa Morize Winternitza. Studoval matematiku na Německé univerzitě v Praze, kde také v roce 1917 získal doktorát za svou práci Über eine Klasse von linearen Funktional-Ungleichungen und über konvexe Funktionale a v roce 1921 habilitoval. V roce 1931 se zde stal mimořádným profesorem. Jelikož byl Žid, tak byl se svou rodinou často ohrožován nacionalistickými socialisty. V roce 1939 se vrátil do Anglie. Tam přednášel na Oxfordské univerzitě. Byl podporován nadací Leverhulme Foundation. Měl v plánu odejít do USA, o čemž se zmínil v dopise Hermannu Weylovi z listopadu 1938.
Winternitz se zabýval diferenciální, afinní a projektivní geometrií a topologií (především Jordanovou větou). Podle Pinla byly jeho silnými stránkami schopnost kritického přehodnocení známých teorií a nalezení mezer v těchto teoriích.
Přepracoval diferenciální geometrii prostorových křivek (s doprovodným stativem pojmenovaným po něm) a axiomatickou strukturu projektivní trojrozměrné geometrie.
Jeho bratrem byl Josef Winternitz.
Roku 1925 se oženil s Annou Steinherzovou (1897–1961), jejíž otec byl profesorem rakouské historie a blízkým přítelem Morize Winternitze. Měli syna Johna (nar. 1931).

## Publikace
- Über den Jordanschen Kurvensatz und verwandte Sätze der Analysis,, 1918
- Beweis des Jordanschen Kurvensatzes, Mathematische Zeitschrift, 1925
- Beweis für die Invarianz des ebenen Gebiets, Mathematische Zeitschrift,, 1927
- Zur Begründung der projektiven Geometrie: Einführung idealer Elemente unabhängig von der Anordnung, 1940
- Über affine Geometrie XXXIV. Neuer Beweis für Blaschkes isoperimetrische Sätze der Affingeometrie, 1922